# دیوید ریس سنل
دیوید ریس سنل (انگلیسی: David Rees Snell؛ زادهٔ ۲۰ اوت ۱۹۶۶) یک هنرپیشه اهل ایالات متحده آمریکا است.